# Orthonama magnitactata
Orthonama magnitactata är en fjärilsart som beskrevs av Dyar 1915. Orthonama magnitactata ingår i släktet Orthonama och familjen mätare. Inga underarter finns listade i Catalogue of Life.